# Sarasaeschna pramoti
Sarasaeschna pramoti là loài chuồn chuồn trong họ Aeshnidae. Loài này được Yeh mô tả khoa học đầu tiên năm 2000.